# Qianhe (köpinghuvudort i Kina, Shaanxi, lat 34,39, long 107,30)
Qianhe är en köpinghuvudort i Kina. Den ligger i provinsen Shaanxi, i den nordvästra delen av landet, omkring 150 kilometer väster om provinshuvudstaden Xi'an. Antalet invånare är 45 793. Befolkningen består av 21 970 kvinnor och 23 823 män. Barn under 15 år utgör 14,0 %, vuxna 15-64 år 77 %, och äldre över 65 år 7,0 %.
Runt Qianhe är det ganska tätbefolkat, med 239 invånare per kvadratkilometer. Närmaste större samhälle är Fengxiang Chengguanzhen, 16,5 km nordost om Qianhe. Trakten runt Qianhe består till största delen av jordbruksmark.
Genomsnittlig årsnederbörd är 754 millimeter. Den regnigaste månaden är september, med i genomsnitt 159 mm nederbörd, och den torraste är december, med 2 mm nederbörd.